# Loi du 4 février 1995 d'orientation pour l'aménagement et le développement du territoire
Ne doit pas être confondu avec Loi du 25 juin 1999 d'orientation pour l'aménagement et le développement durable du territoire.
La loi du 4 février 1995 d'orientation pour l'aménagement et le développement du territoire (LOADT), dite loi Pasqua, est une loi française qui introduit en 1995 la notion de pays, dans le cadre du développement territorial.
Elle est reprise et modifiée dans la loi du 25 juin 1999 d'orientation pour l’aménagement et le développement durable du territoire (LOADDT), dite loi Voynet .
La Réforme des collectivités territoriales françaises de 2010 via son article 51, a abrogé l'article 22 de la loi de 1995 permettant de créer de nouveaux Pays.